# Trädlärkan 4

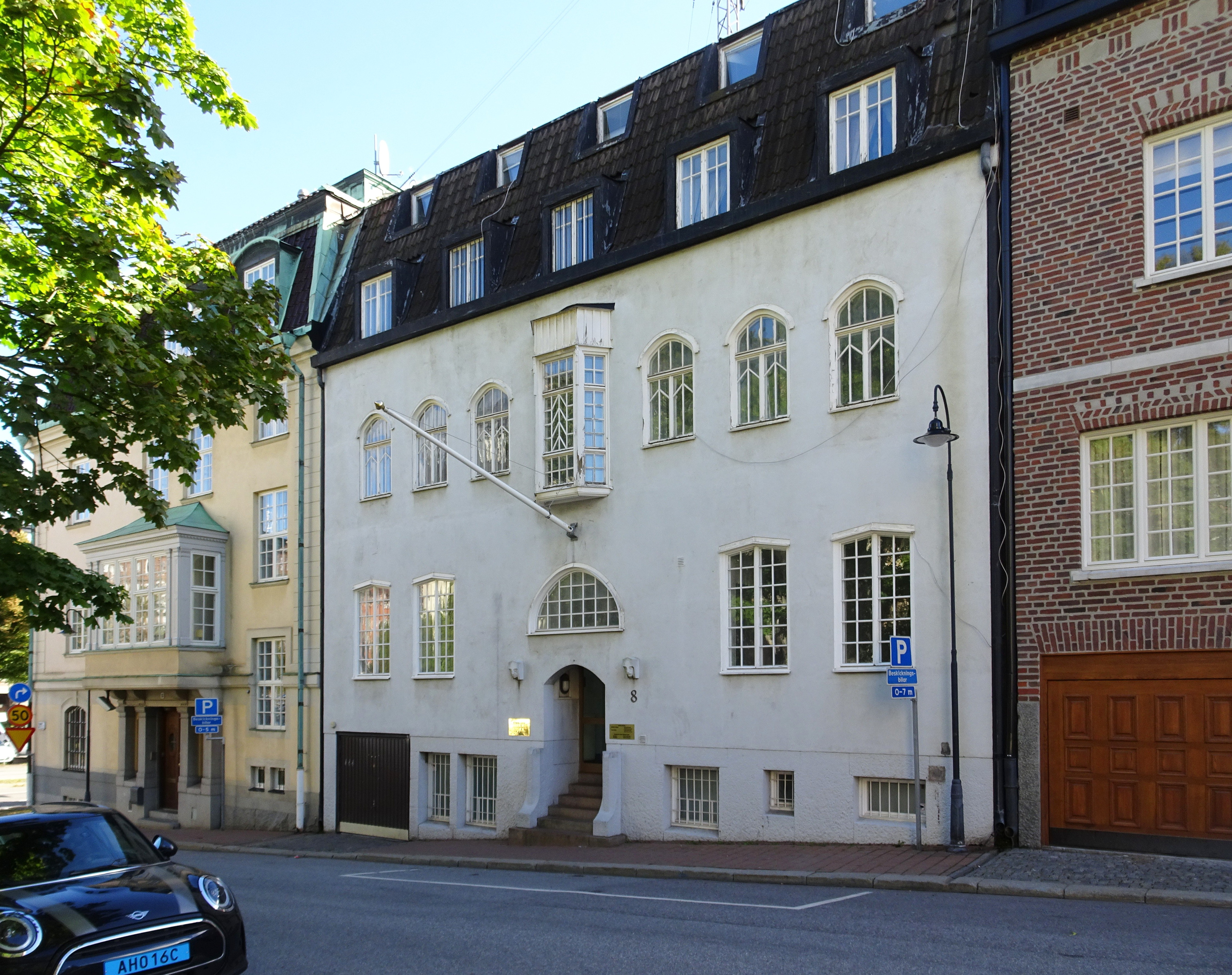
Trädlärkan 4, Tyrgatan 8, september 2022.

Trädlärkan 4 är en kulturhistoriskt värdefull före detta villafastighet i kvarteret Trädlärkan i Lärkstaden på Östermalm i Stockholm. Denna stadsvilla vid Tyrgatan 8 uppfördes 1909–1910 av byggmästaren Andreas Nordström för ingenjören Carl Rossander efter ritningar av arkitekt Knut Perno. Fastigheten är grönmärkt av Stadsmuseet i Stockholm, det innebär "särskilt värdefull från historisk, kulturhistorisk, miljömässig eller konstnärlig synpunkt". Sedan 1973 ägs fastigheten av Förbundsrepubliken Nigeria som har sin Stockholmsambassad i huset.

## Bakgrund

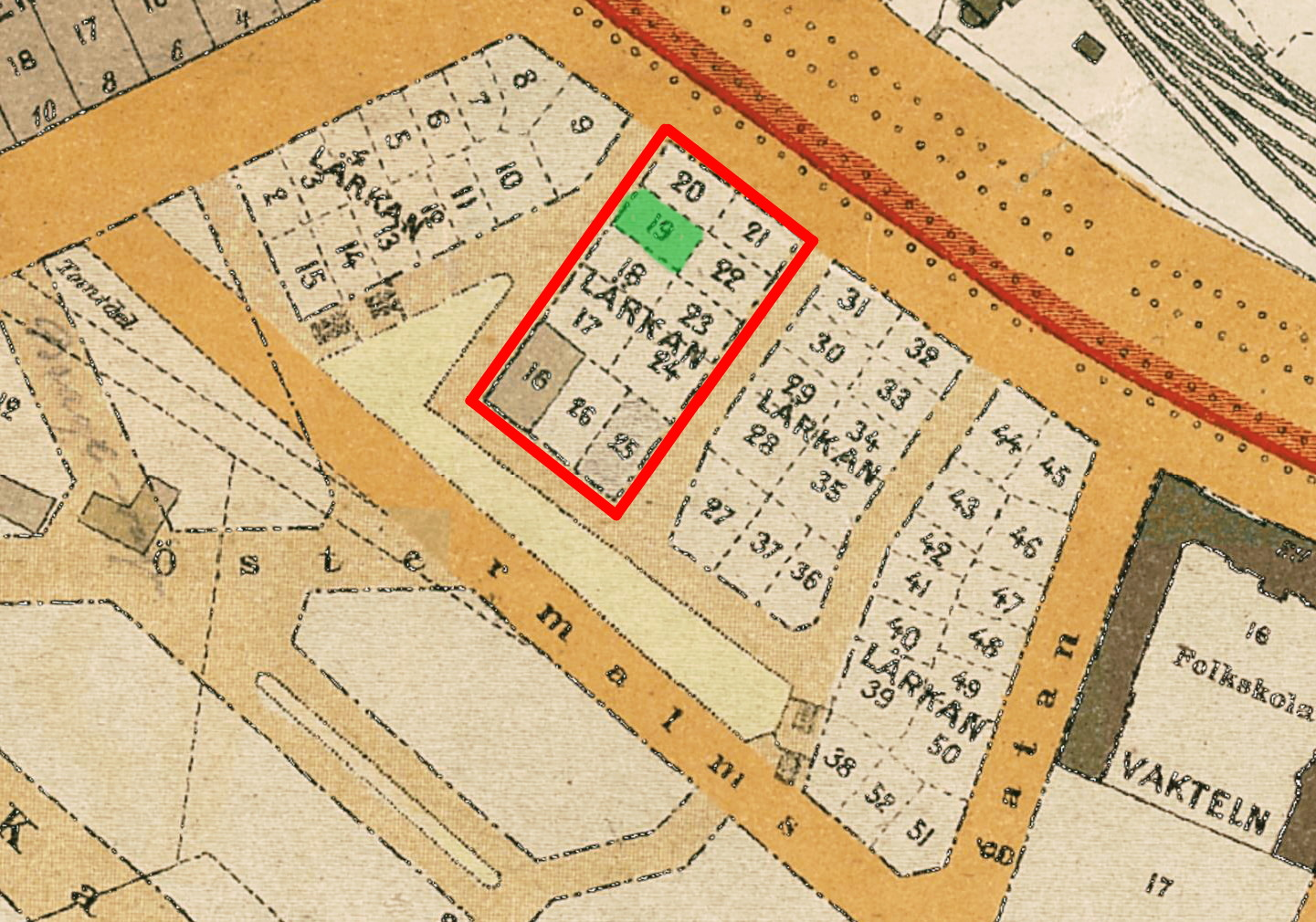
Kvarteret Lärkan 1909. Tomt nr 19, nuvarande 4 (grön).

Att uppföra ”sammanbyggda villor” var något nytt i Stockholm på 1900-talets början och kan ses som ett experiment och en tidig form av radhus. Idén kom från England och stadsplanearkitekten för Lärkstaden, Per Olof Hallman, ville pröva den för första gången i Stockholm på kvarteret Lärkan. Enligt Hallman fanns ett stort antal ”burgna familjer” som önskade bo i eget hem och att det var Stadens plikt att förse dessa intressenter med överkomlig tomtmark. Målgruppen var samma socialklass som bebodde Djursholms villastad. Lärkan hade dock fördelen att ligga närmare till Nedre Norrmalms arbetsplatser.
I februari 1909 började Stockholms stad försäljningen av villatomter i Lärkan och i december 1912 var samtliga 51 fastigheter (nr 2–52, nr 1 fanns inte) sålda. Staden sålde marken inte som tomträtter utan som "fri och egen grund".
Bland tidiga köpare fanns ingenjören Carl Rossander som 1909 förvärvade tomt nr 19 (sedermera namnändrad till Trädlärkan 5). Till egendomen hörde även mark för en mindre trädgård som husägaren kunde anlägga i anslutning öster om byggrätten.

## Byggnadsbeskrivning

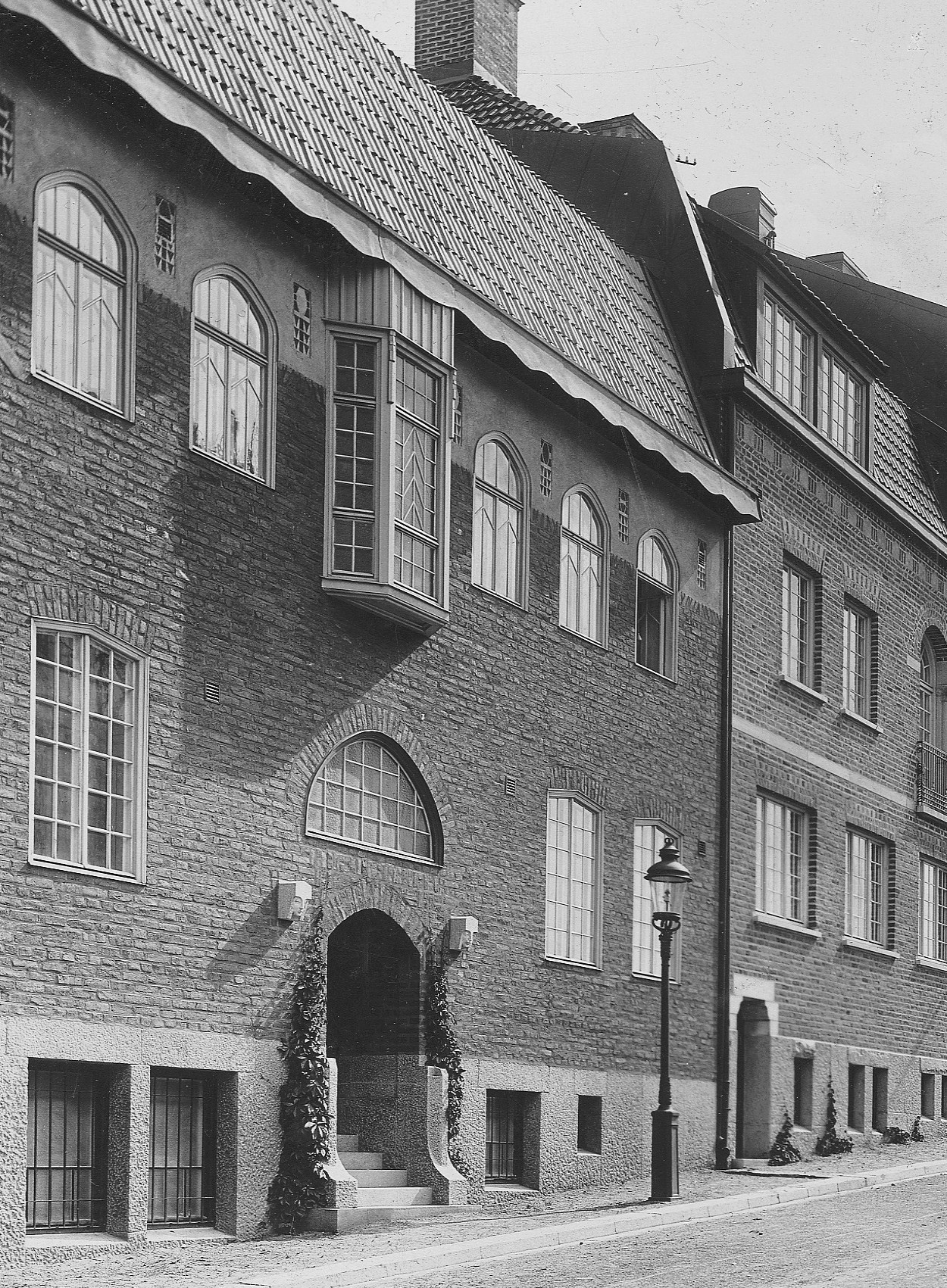
Huset med tegelfasad 1911.

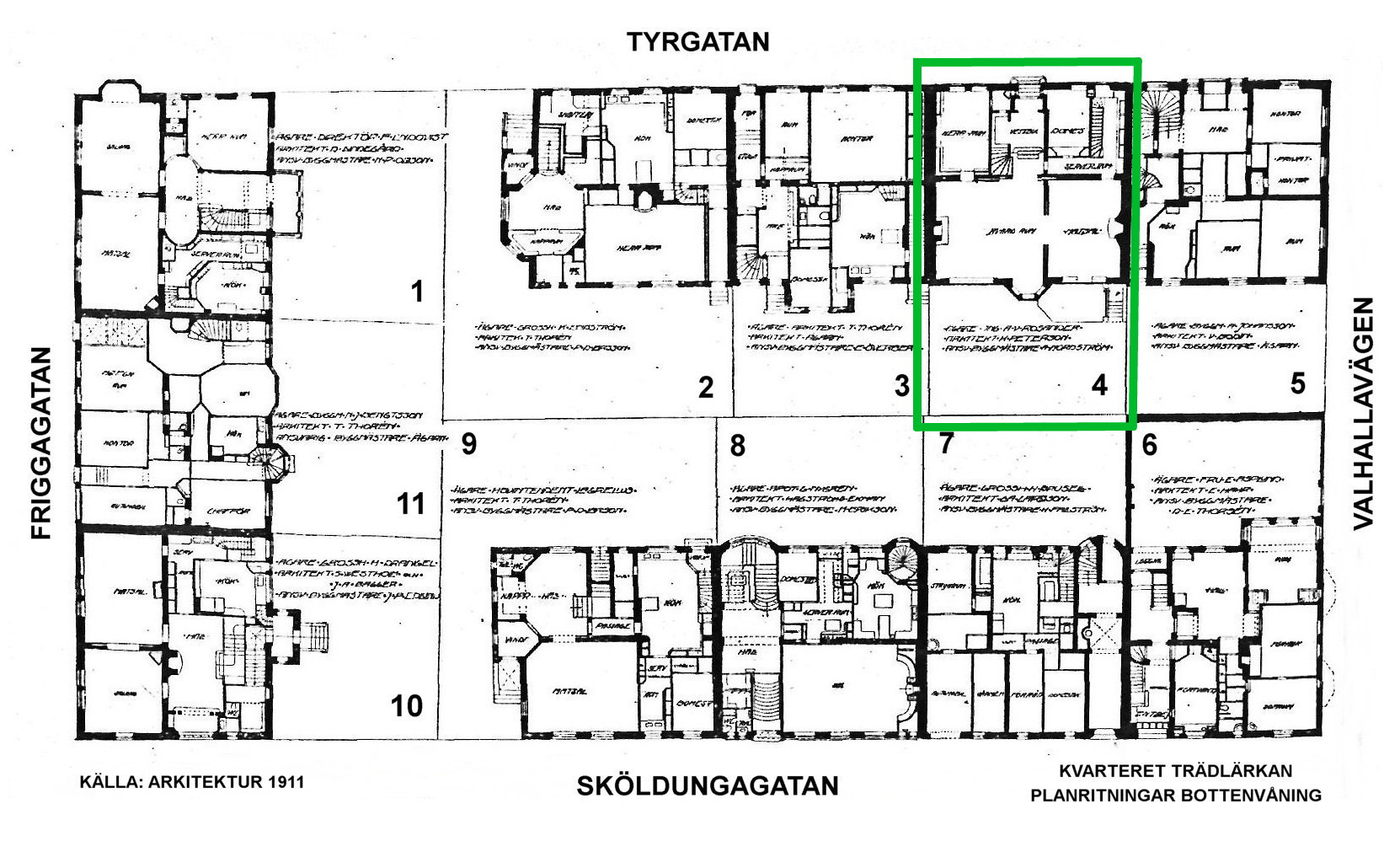
Bottenvåningar, Trädlärkan 4 i grön ram.

### Exteriör
Byggnaden uppfördes i två våningar med oinredd vind. Arkitekt Knut Petersson (efter 1912 kallad Knut Perno) ritade en stram, symmetrisk uppbyggd fasad i rödbrunt, fogstruket och delvis mönstermurat tegel. Huvudentré och burspråk placerades centralt. Den höga sockeln utfördes av krysshamrad granit med några fönster till källarvåningen. Entrén är djupt indragen i fasaden. Några trappsteg i granit leder upp till porten. Till höger och vänster syns två skulpterade maskaroner huggna i granit. Över entrén märks ett stort välvt fönster som belyste vestibulen på bottenvåningen. Fasaddelen mellan takfot och fönstren i övervåningen utfördes slätputsad med dekorativa inläggningar. Under takfoten gick en grund, dekorativ baldakin i kopparplåt längs med hela fasaden. Stilen var den för Lärkan ofta använda nationalromantiken, här med inslag av jugend.

### Interiör
Trädlärkan 4 planerades som stadsvilla för Carl Rossander med familj. Vinden var till en början oinredd och några uthyrbara lägenheter (så kallade dubbletter utan kök) fanns inte heller. Annars var det vanligt i Lärkan att hyra ut några rum, men det stred mot stadens intentioner. 
Rumsfördelningen var enligt arkitektritningarna från 1909 följande:
- Källarvåning – delvis oinredd, pannrum, diverse förråd, kök med interntrappa till bottenvåningen
- Bottenvåning – entréhall (vestibul), matsal och vardagsrum i fil båda med öppen spis och med skjutdörr emellan, herrum, domestikrum, serveringsrum med interntrappa till nästa våning, burspråk mot trädgården
- Våning 1 trappa – trapphall (vestibul), två sovrum, ett gästrum, domestikrum, bad- och toalettrum, burspråk mot trädgården

### Ändringar
Den ursprungliga ägaren, professor Carl Rossander, bebodde huset fram till sin död 1927. Under hans tid ändrades rumsindelningen på våning en trappa. 1938 delades byggnaden i två lägenheter (arkitekt Kurt Perno). 1958 genomfördes om- och påbyggnad för kontorsändamål för ingenjörsfirman Kjessler & Mannerstråle. 1973 flyttade Nigerias Stockholmsambassad in i huset. 1978 slätputsades hela fasaden och yttertakets lertegel byttes mot betongpannor vilket Stadsmuseet kritiserade som ”beklagligt”. Idag (2022) är de ursprungliga interiörerna helt omgjorda med förändrade rumsdispositioner och moderna, släta snickerier. Endast någon enstaka putsad och dekormålad öppen spis återstår.

## Referenser

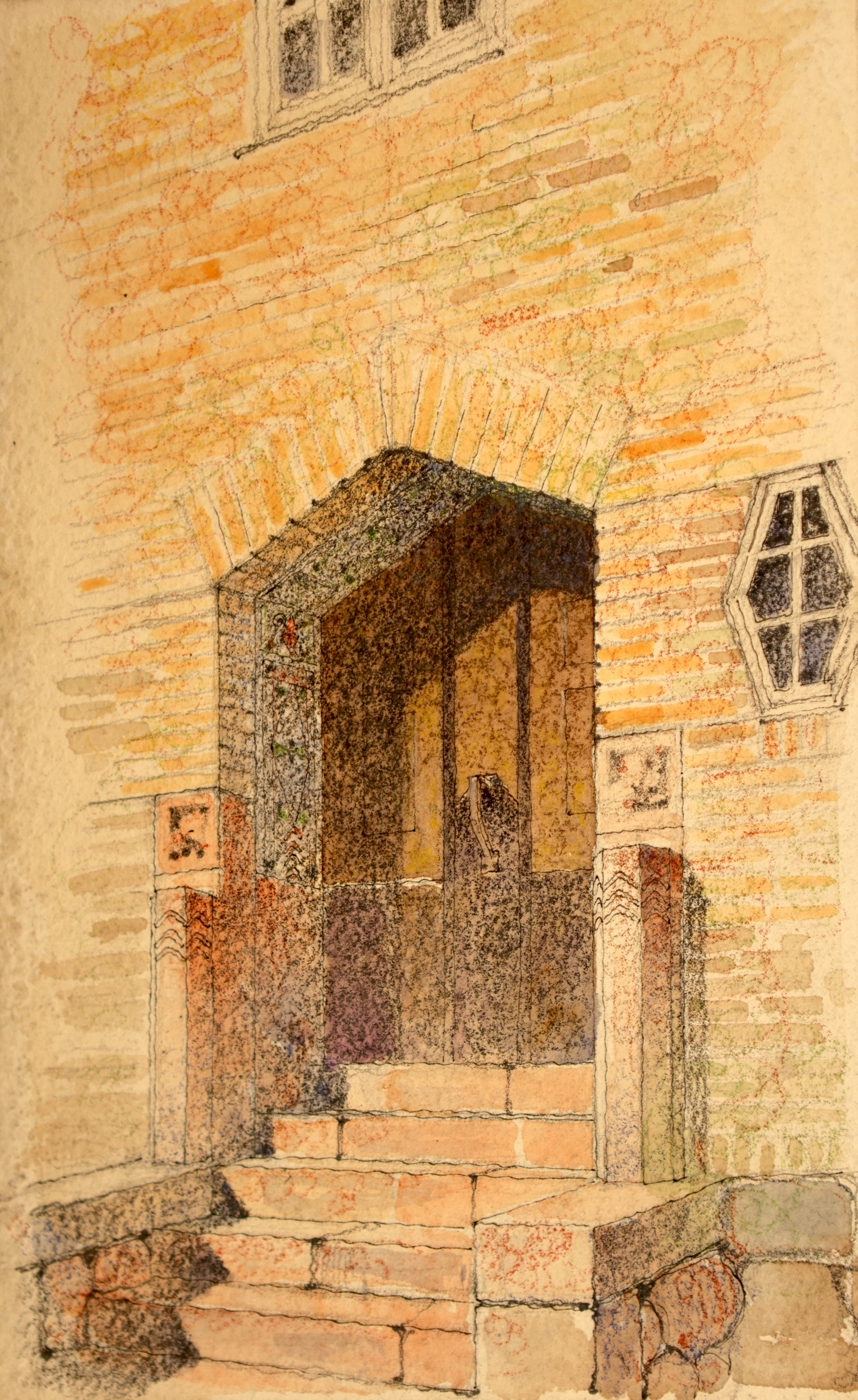
En av Knut Pernos tidiga fasadstudier gällande entrén.

Fasaddetaljer, entrén
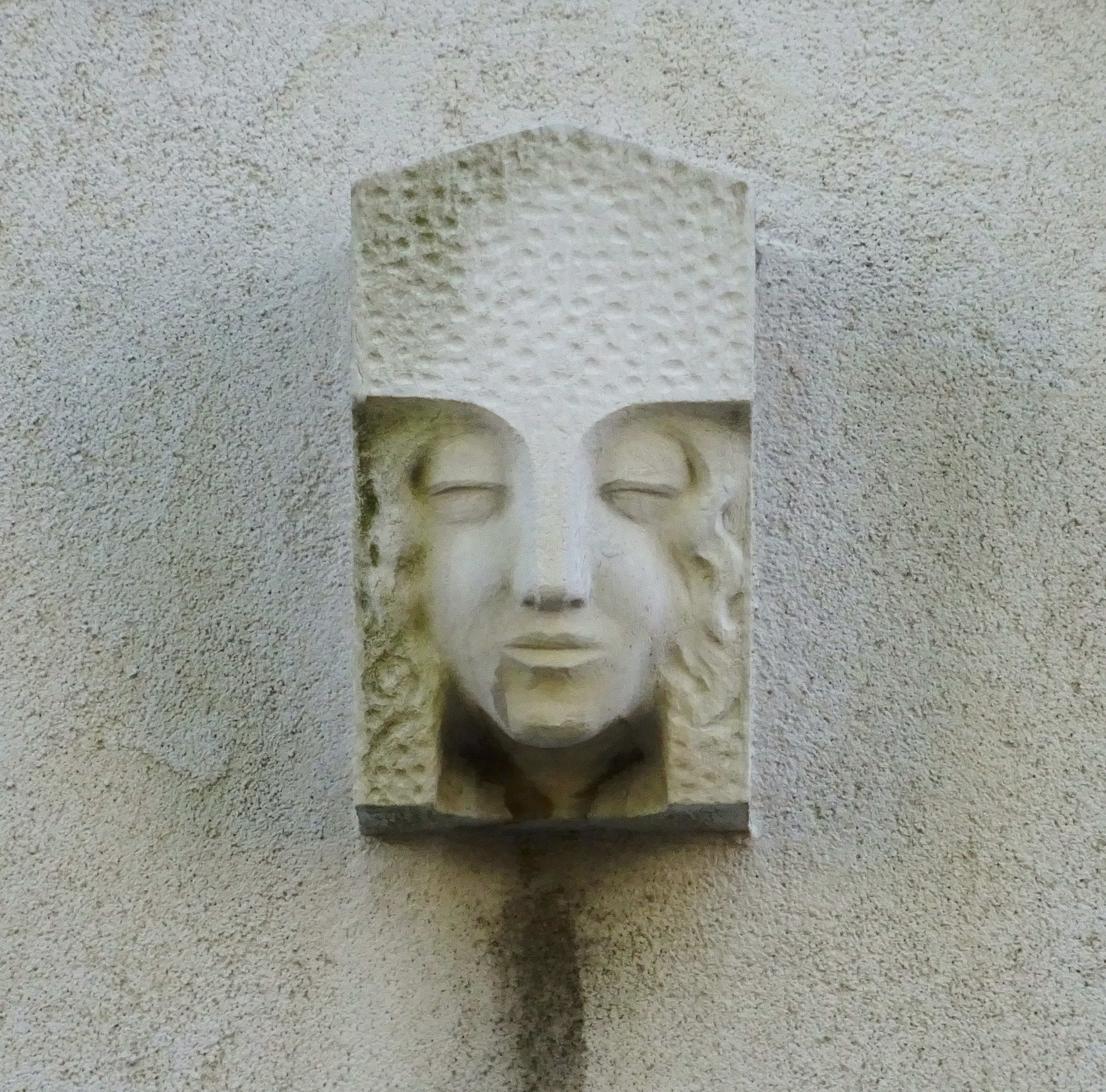
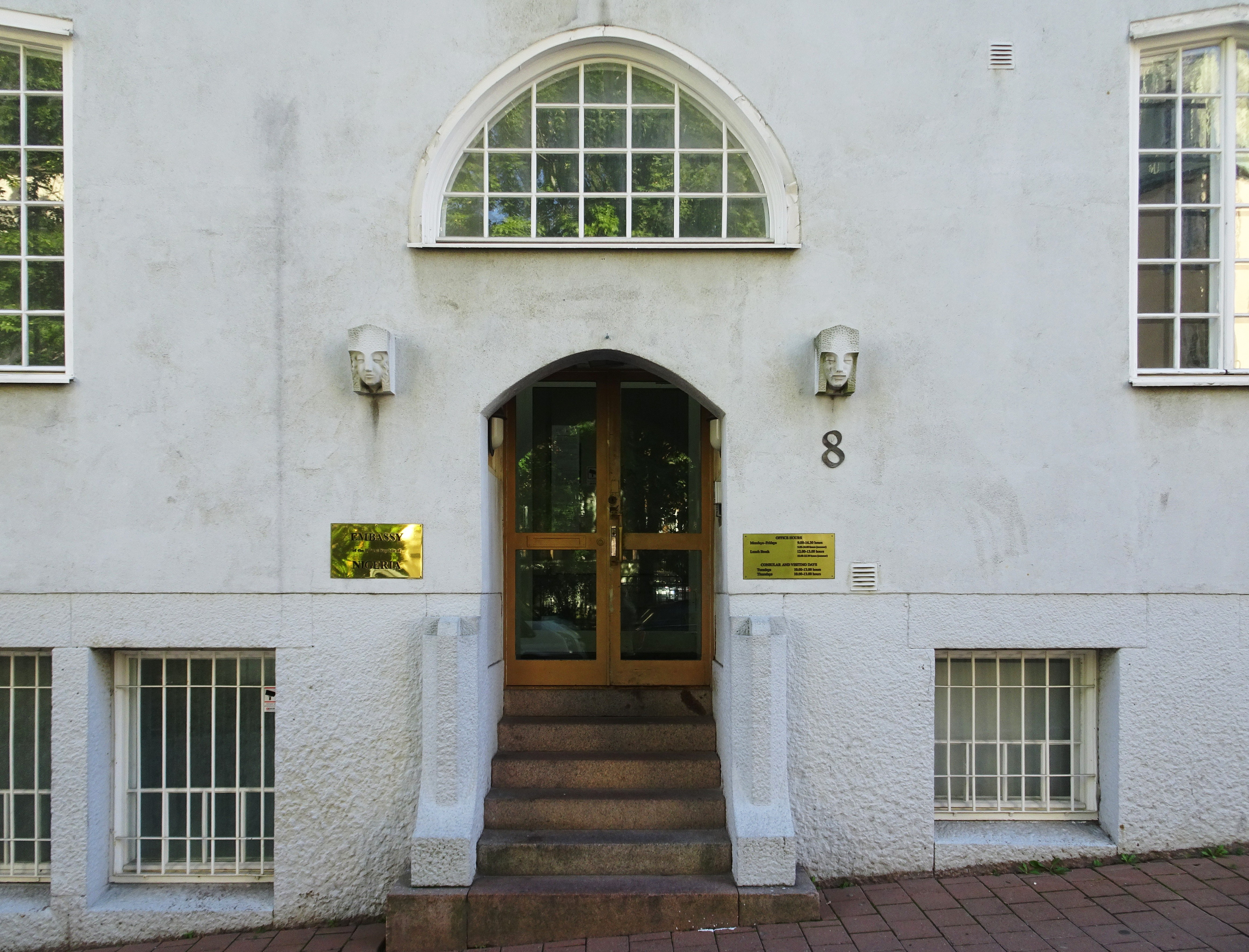
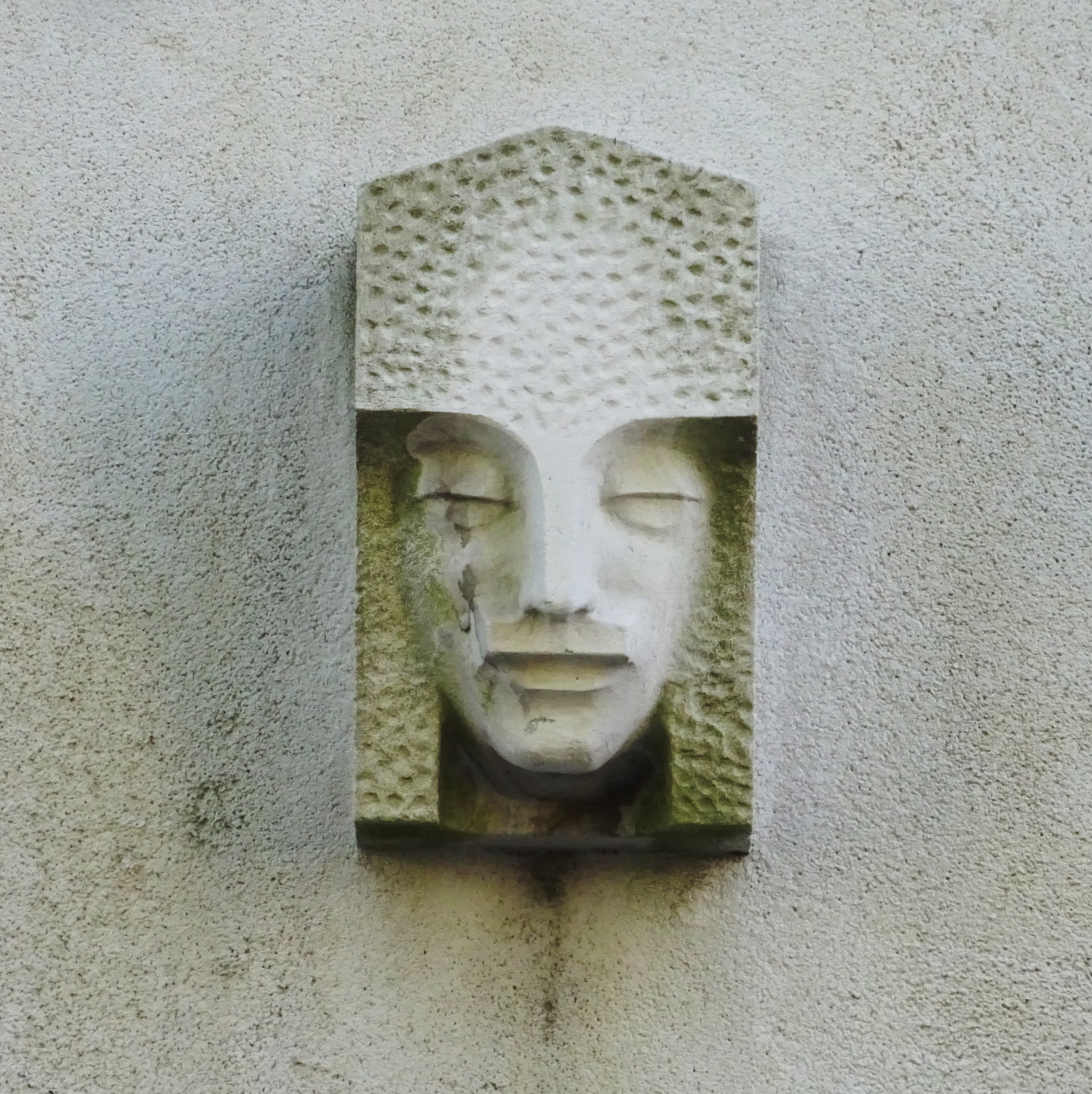